# ウクライナにおける「ネオナチ問題」
ウクライナにおける「ネオナチ問題」（ウクライナにおける「ネオナチもんだい」）は、極右民族主義の「ネオナチ」のテロ組織・政治組織によるウクライナの政権や行政、司法への関与、また「ネオナチが正規軍に組み込まれている世界で唯一の国」として、北大西洋条約機構（NATO）や欧州連合（EU）より批判を受けていた問題について、2022年ロシアのウクライナ侵攻後より、ウクライナ政府（ゼレンスキー政権）が「存在しない」としたプロパガンダ行為、また報道機関によるホワイトウォッシングに関する項目である。

## 概要

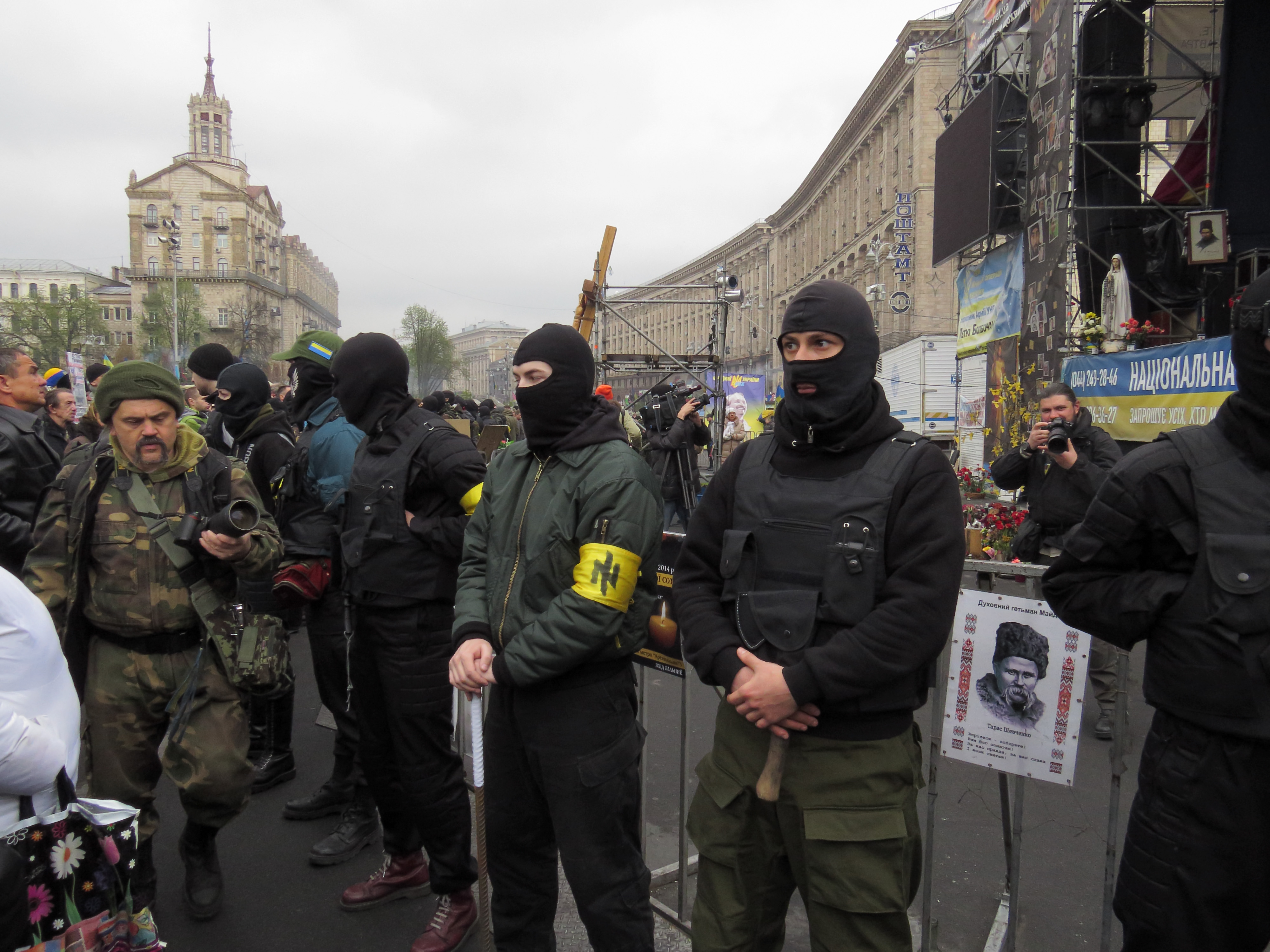
ヴォルフスアンゲルを着用した極右集団（首都キーウ）

ロヒンギャ問題やQアノン問題などを追うルポライターの清義明やアメリカ合衆国の政治専門紙ザ・ヒル、米国で最も著名なユダヤ系のニュースメディアである「フォーワード」、米紙ワシントン・ポストは、ウクライナ侵攻を問題視した上で、ウクライナ政府と民族主義的な極右過激思想であるC14やナショナル・コー（国民軍団）等の、極右民族主義の「ネオナチ」である政治組織の存在と関係性をホワイトウォッシュ化するウクライナ政府側のプロパガンダに関して警告している。
ウクライナでは過去のナチス・ドイツへの協力をめぐる「歴史修正主義」が席巻しており、2018年にはウクライナの歴史家ミコラ・シチュクが殺害され、2021年にはウクライナで著名であったユダヤ人の歴史とホロコーストの研究学者、ウラジーミル・シューキンが殺害されている。
2018年12月31日、米国でのユダヤ系最大紙である「フォーワード」は、米国生まれのウクライナの閣僚が暴力的なネオナチ活動家のグループの奉仕に感謝し、ウクライナのペトロ・ポロシェンコ大統領と約1200人のネオナチと友人たちで、2日間のヒトラー敬礼祭（ナチス式敬礼祭）を開催していたと報道した。また、暴力的な極右グループはウクライナで何年も活動しており、それらは政治的重要性だけでなく攻撃性も増しているとした。
2022年のウクライナ侵攻後、父方の祖父がオーストリアとハンガリーにルーツを持つユダヤ人の建築家であった、ユダヤ系フランス人の歴史学者エマニュエル・トッドは、旧ソビエト地域とNATOの地理的政治関係、欧州によるネオナチの利用、東西のプロパガンダ戦争などをまとめた「第三次世界大戦はもう始まっている」を著した。

## 「2022年ロシアのウクライナ侵攻」後の報道の変化
2022年のウクライナ侵攻では、ロシア政府はウクライナ侵攻（ロシアでは特別軍事作戦）のスローガンの一つとして、「ウクライナの非ナチ化」を掲げ、ウクライナ政府は「ネオナチの存在、またウクライナ政府がネオナチであるという事は、ロシア政府によるプロパガンダである」と発信した。
その後、Twitter上での「ウクライナ政府はネオナチ」という投稿をリツイートしたアカウントのうち、87％が反ワクチン関連、46.9％が米国の陰謀論集団「Ｑアノン」に関連する主張を過去にリツイートしていたとし、ウクライナ政府はネオナチとは無関係とした報道を東京大学の教授と日本経済新聞の共同により行った。井上幸義・上智大学名誉教授は、「確かにあそこにはソ連崩壊後、ネオナチ的な人が一部にいたようです。それが自衛団のような組織となり、クリミア併合後、ウクライナの正式な国家警備隊となったわけです。」とインタビューで答え、「ネオナチはこじつけ」と断言した。
日本経済新聞や読売新聞、毎日新聞は、ウクライナ侵攻後より日本での「ウクライナ政府はネオナチである」という発信はロシア政府のプロパガンダであり、親露派やワクチン忌避の人物達によるもので、「ウクライナ政府がネオナチ」と言う事はこじつけであり、また、ウクライナ政府とネオナチの関与、存在は陰謀論であるとする報道を行った。
ロシア側の侵攻が容認される事は無いという事を前提とした上で、清義明、ザ・ヒル、ベリングキャットや「フォーワード」紙は、ウクライナには白人至上主義や民族主義的な極右過激思想の「ネオナチ」の政治組織と政権への根深い癒着問題自体は長年存在しており、該当組織と政治への癒着をホワイトウォッシュ化する等のウクライナ政府側のプロパガンダに関して警告している。
清義明は、「この論考がプーチンの侵略戦争を支持したり、正当化する目的で書かれていないことを明記しておく。」とした上で、「現政権党首であるゼレンスキーがユダヤ人である為、またロシア政府が進行のプロパガンダとしている為、ウクライナにネオナチの軍事組織・政治組織に関与、また存在するわけが無い」などとする報道や、組織をホワイトウォッシュする報道は、ウクライナ側のプロパガンダだとした。

## 侵攻後の「ウクライナ政府に関する警告」
米国でのユダヤ系最大紙「フォーワード」では、調査報道で知られるベリングキャットのスタッフでライターのマイケル・コルボーンが2018年時点で以下の発言をしている。
ウクライナの極右（ネオナチ）はたいした問題ではないと数えきれないくらいに言われてきました。
「すべてクレムリン（ロシア政府）のプロパガンダですよ。その話をすることは、プーチンをアシストすることです。他の国にも極右の問題があるじゃないですか。なぜウクライナだけをとりあげるのですか？」
私はそう言われてきました。

しかしウクライナには極右の問題があり、それはクレムリンのプロパガンダではありません。
2022年2月24日からのロシアのウクライナ侵攻後、ロヒンギャ問題やQアノン問題などを追うルポライターの清義明は、報道機関によるウクライナ政府とネオナチの現状に関するホワイトウォッシュ問題を寄稿し、「この論考がプーチンの侵略戦争を支持したり、正当化する目的で書かれていないことを明記しておく。」とした上で以下と記述した。
ウクライナの極右（ネオナチ）の問題が、単にロシアのプロパガンダとみなされてしまっている。
しかし、これが他の国の極右やネオナチの事情とかなり違ったクリティカルな状況だということは、強調しておくべき話なのだ。
これを先に概略として記しておくと、次のようになる。
・ウクライナでは極右・ネオナチと呼ばれる勢力が政権や行政や司法に関与していること。
・その極右勢力が軍事化したのみならず、国軍勢力の中核におり、「世界で唯一ネオナチの民兵が正式に軍隊になった」国であること。
・その様々なセクトが一般人への軍事訓練などを続けながら勢力をウクライナの政治から文化まで拡大しつつあったこと。
・彼らは民主主義的な価値観を肯定しておらず、さらに政権のコントロールを必ずしも受け入れておらず、将来的に民主主義への敵対勢力となる可能性があること。
・世界の極右やネオナチのハブ的存在になっており、ISのように世界的にネットワークを広げて、コントロール不能になることすら考えられること。
・またウクライナの過去のナチス協力をめぐる「歴史修正主義」がウクライナを席巻しており、すでにイスラエルをはじめ、関係する国々から強く批判されていたこと。
もちろん、今はそれを「部屋に象がいる」と、見て見ぬふりをしておくべき時なのかもしれない。このウクライナ戦争がどのような結果になるかは今はわからないからだ。

だが、ウクライナが、欧米の国々のように単にネオナチ思想をもつものが軍隊にいるとか、極右政党が議会に勢力を確保しているというようなレベルではなく、黄色信号を超えた危険水域に達していることを今のうち理解しておくのは悪いことではないはずだ。
同年3月14日、米紙ワシントン・ポストは「プーチンを支援する目的ではない」とした上で以下とした。
世界の過激派を追跡する諜報機関SITEでは、ウクライナ戦争に関連して、白人民族主義者やネオナチによるオンライン活動の急増に気づいています。
ここ数週間でアゾフ連隊に参加する意思を表明した何百人もの人物の中には、ネオナチとして知られる人物が複数人含まれています。
たとえば、アゾフの募集チャットグループのアメリカ人メンバーである「MD」は、同胞をウクライナの大隊に参加させようと何度も試みていました。
「行きたいアメリカ人はいる？向こうへ行くグループを募集できるんだ」と彼は語っていました。

私たちは、「MD」がTelegram上の最もサディスティックな極右過激派チャットのメンバーでもあり、そこで彼は米国にネオナチ民兵を設立することを提案していることを突き止めました。

2022年9月22日、2021年に第74回カンヌ国際映画祭ルイユ・ドール審査員特別賞を受賞した、第二次世界大戦中にウクライナで起きたナチス・ドイツとウクライナによるユダヤ人虐殺事件にスポットを当てた記録映画「バビ・ヤール」の監督であるウクライナ人、セルゲイ・ロズニツァにNHKはインタビューを行った。2022年のロシアのウクライナ侵攻以降、ウクライナでは監督に対し「ウクライナの敵だ」「監督が親ロシア派だとは思わなかった」などの批判がSNSで巻き起こっており、監督はNHKからも「この映画がプーチン大統領のプロパガンダに利用されてしまうのではないのか？」と質問され以下と答えた。
ナチスに協力した人がウクライナにいたことを認めるのは極めて大事なことです。何らかの問題に直面したとき、まずはそれを描写する必要があります。それができなければ、その後、間違った道を行くことになります。語ろうとしなければ問題はどんどん深刻化し消えることはないのです。

## ウクライナ政府と「極右民族主義・ネオナチ問題」
2022年ロシアのウクライナ侵攻後、ロシアのプーチン政権がウクライナの「非ナチ化」を目標とする宣言、またウクライナのゼレンスキー大統領が自身をユダヤ人であると発信した事により、「ウクライナのネオナチ問題は、ロシアのプロパガンダでしかない」と報道される状況になった。
前提として「ネオナチ」という言葉は、ナチズムを源流とするアドルフ・ヒトラーの理念の復興の活動を行う「ネオナチ」と、「極右民族主義」や「ウルトラナショナリズム」を意味する「ネオナチ」の2種類がある。
そして、ウクライナの政治状況は、ゼレンスキー政権が発信する「自由と民主主義」とは乖離したウルトラナショナリズム、野党系政党のメディア規制、治安警察と極右組織による抑圧の問題が存在する。加えて、同国に白人至上主義等の過激な民族主義が台頭している理由としては、オリガルヒ（経済力および政治力も兼ね備えた富裕層）による長く続いた政治の汚職と腐敗の問題が大きく上げられる。
2013年11月、親ロシア派だったヤヌコビッチ政権がＥＵと距離を置いたことで反政府運動に火がつき、今年２月には激しい暴動の末、“親欧米派”の暫定親政権が発足した。すると今度は、クリミア半島にロシア軍が侵攻し、住民投票の結果、クリミアはロシアに編入。現在は、ロシア系住民の多い東部や南部の複数の州で、ウクライナからの独立を求める運動が加速した。
副首相や国防大臣など閣僚４ポスト、さらに国家安全保障・国防会議議長や検事総長という要職を手にしたのが「全ウクライナ連合『自由』」（通称“スヴォボーダ”）である。スヴォボーダは、民族的純血主義、外国人排斥を訴える過激派極右政党であり、機動隊相手に最前線で戦っていたスヴォボーダは、ウクライナ最高議会で３７議席を獲得し、2013年12月にはリーダーのオレフ・チャフニボクが野党の主要勢力の一員として、米政界の大物ジョン・マケイン上院議員との会談に臨んだ。
2014年ウクライナでの親ロシア派騒乱の最中にはオリガルヒが私兵を集めたが、その中には極右思想を持つ者も多く存在した。なおユダヤ人のイーホル・コロモイスキーもアイダール大隊やアゾフ大隊にも資金提供したとみられている。彼らは正規軍と同じように武器もほとんどなかったが、フェイスブックなどを通じて在米のウクライナ人の献金、クラウドファンディングで武器を調達しはじめた。敗北しつづけてきたウクライナ軍は、極右思想を持つ民兵を導入した事により強化されていった。アゾフは正規軍に編入され、これとは別の「ウクライナ国家親衛隊」という内務省管轄として特設された特殊部隊では、その中核を担う存在にまでになっている。
ウクライナ東部紛争で救国の英雄となったネオナチや極右や白人至上主義のグループは、軍隊のみならず政治にまで踏み込んだ。2014年の政変後、アゾフ大隊などの軍隊や、政党の「スヴォボーダ」など新政権の一部に参加したとされる。マイダンでヤヌコヴィッチがロシアに亡命したあとの政権では、副首相、国家安全国防委員会事務局長、青年スポーツ大臣、環境大臣、農業大臣、検事総長などの要職に、右派ならび極右グループの入閣が続出した。マイダン以前から危険視されていたネオナチ団体の札付きの活動家も恩赦となった。
アゾフのアンドリー・ビレツキーは、ウクライナの国会議員となり、ペトロ・ポロシェンコ大統領は、テロによる殺人未遂の罪で収監されていた「”白人による十字軍”を率いて、ユダヤ人に率いられた劣等人種と戦う」と公言しているビレツキーに勲章を授与した。こうして国際的にネオナチの証左とみなされている「ウルフフック」と「黒い太陽」からなるアゾフのエンブレムが、ウクライナの国会議事堂や行政府や軍隊で、こうして堂々と掲げられるようになった。
これらによりウクライナ政府は、「ネオナチが正規軍に組み込まれている世界で唯一の国」としてNATOやEU加盟国より批判を受けていた。
2014年、日本の国際政治シンクタンクであるキヤノングローバル戦略研究所研究主幹　モスクワ大客員教授でサンクトペテルブルク大学アジア経済センター長小手川大助氏（元IMF日本代表理事）は、これら極右入閣の直後の時点で極右政権の危うさを指摘し、「プーチンのクリミア併合（2014年）の決定は、新政権の主体がネオナチ（民族主義的な極右思想）であることに主因があった」と指摘していた。
2015年のウクライナ情勢をめぐり、ウクライナ政府に対しアメリカ政府は政府軍を支援し、ミサイル供与を計画していたが、ネオナチの指摘を受けていたアゾフ大隊をウクライナ政府が利用していた事もあり支援を取り止めた。
2016年にはナショナル・コー（国民軍団） という白人至上主義・極右政党が設立され、2018年時点での党員数は1万人から1万5000人に上っており、2018年には国家主義的なヘイトグループであるとアメリカ合衆国国務省によって認定された。
このナショナル・コーと同様に、2018年より国家主義的なヘイトグループであるとアメリカ合衆国国務省によって認定されている「S14（C14）」は、青年スポーツ省から資金供与され「愛国教育プロジェクト」を主催しており、アゾフ大隊（現・アゾフ連隊）とともに退役軍人省が主催する審議会のメンバーでもある。
同年12月31日、米国でのユダヤ系最大紙である「フォーワード」は、アメリカ生まれのウクライナの閣僚が暴力的なネオナチ活動家のグループの奉仕に感謝し、ウクライナのペトロ・ポロシェンコ大統領と約1200人のネオナチと友人たちで、2日間のヒトラー敬礼祭（ナチス式敬礼祭）を開催していたと報道した。また、暴力的な極右グループはウクライナで何年も活動しており、それらは政治的重要性だけでなく攻撃性も増しているとした。
2019年、ウォロディミル・ゼレンスキーがウクライナのオリガルヒのイーホル・コロモイスキーの支援を受け、同年7月21日に行われた最高議会選挙では、自身の新党「国民の僕党」は、424議席中240議席以上を占める圧勝をした。ウクライナの議会選史上、初めて単独過半数を大きく上回る勝利で、現有議席ゼロから一気に第1党になった。しかし、一方でゼレンスキーらはイーホル・コロモイスキーの協力の下、検事総長や国立銀行総裁らを排除したと指摘されていた。ウクライナの政治状況は、ゼレンスキー大統領が掲げた「自由と民主主義」とは乖離したウルトラナショナリズム、野党系政党のメディア規制、治安警察と極右組織による抑圧の問題が続く事となった。
同年、アメリカ合衆国国務省によって国家主義的なヘイトグループであると認定されている「S14（C14）」をネオナチと呼んで批判したジャーナリストは訴えられ、同年8月の判決により有罪となった。英国ベリングキャットはこれについて「ウクライナの裁判所がネオナチをネオナチと呼ぶことを禁じた」と報じ、ウクライナ司法への問題を指摘した。
2020年5月、ウクライナで著名であったユダヤ人の歴史とホロコーストの研究学者、ウラジーミル・シューキンが殺害された。シューキンは、ニコライエフ地域のホロコーストに関する重要な作品を執筆、ウクライナにおけるユダヤ人の存在に関する研究論文をより広く執筆していた。
同年、第二次世界大戦中にウクライナで起きたナチス・ドイツとウクライナによるユダヤ人虐殺事件にスポットを当てた、ウクライナ人の監督セルゲイ・ロズニツァによる記録映画「バビ・ヤール」が第74回カンヌ国際映画祭ルイユ・ドール審査員特別賞を受賞。
ロシアによるウクライナ進行後の2022年2月27日には、アゾフ連隊の兵士が豚の脂肪を弾丸に塗りながら、「親愛なるイスラム教徒の兄弟たち、私たちの国では、あなたは天国に行かないだろう。あなたは天国に入ることが許されない。家に帰ってください。」等と述べる動画がウクライナ国家親衛隊のTwitter公式アカウントに投稿。国連人権高等弁務官事務所（OHCHR）は、「これは豚肉を食のタブーとするイスラム教徒へのヘイトであり、ウクライナの国家親衛隊がネオナチを賞賛したものだ」として批判している。
2023年6月5日、ニューヨーク・タイムズは「ウクライナの一部の兵士がナチスのアイコンをあしらったワッペンをつけることを決めたことは、侵略を正当化するために使われたロシアのプロパガンダを強化する恐れがある。また、西側諸国が何十年もかけて排除しようとしてきたナチスのシンボルが、主流になる可能性もある。」と報じた。

## 該当組織

### 全ウクライナ連合「自由」
2014年3月に発足した、ヤツェニュク暫定政権にはオレクサンドル・シチ（副首相）、イホル・シュヴァイコ（農業大臣）、アンドリー・マフニュク（環境大臣）、イホール・テニューフ（国防大臣）がそれぞれ入閣した他、オレフ・マフニツキーが司法のトップである検事・司法総長に、そして、ウクライナ社会民族党結成者であるアンドレイ・パルビイが安全保障のトップであるウクライナ国家安全保障・国防会議議長に就任するなど、政権の中枢を担った
しかし、2014年10月の最高議会選挙では、スヴォボーダと似たような主張をする親欧米・反ロシア政党が乱立したことなどもあって、議席を大幅に減らし、2019年に行われた最高議会選挙でも0議席となった。

### アゾフ連隊
「2014年ウクライナでの親ロシア派騒乱」以降、マリウポリやその周辺で活動を展開するウクライナ政府直属のウクライナ国家親衛隊。当初から白人至上主義者のタトゥーをいれ、エンブレムはナチスのトーテムコップ（髑髏マーク）や「黒い太陽」などナチス的なシンボルを旗に掲げていた為、長年ネオナチと目されていた。
2016年10月18日にウクライナ西部で開催されたLGBT映画イベントが50人のアゾフ大隊のメンバーに攻撃され2人の男性が軽症を負ったとラジオ・フリー・ヨーロッパにて報道され、LGBT活動家のオレーナ・シェフチェンコは「ウクライナ警察は暴行を防ぐ為に何もしてくれなかった。」と主張した。
2019年にニュージーランドで発生した「クライストチャーチモスク銃乱射事件」の首謀者もアゾフ大隊に接触していたとの報道もあったが、その真偽のほどは明らかになっていない。アメリカの政治専門紙であるザ・ヒルは、2022年2月24日からのロシアのウクライナ侵攻を問題視しつつ、「これはロシアのプロパガンダではありません」として、ユダヤ系の人権団体サイモン・ウィーゼンタール・センターが過去にアゾフ連隊の兵士がネオナチであると報じている事を解説した。
2020年、ウクライナ国内軍の組織である国家警備隊編入に伴い、ウクライナ政府は組織の非政治化を図り取り組んでいるとした。
2021年、組織運営に長年出資しているウクライナ・オリガルヒのイーホル・コロモイスキーがアメリカ合衆国国務省のブラックリストに掲載。
2022年2月24日のロシアのウクライナ侵攻後、アゾフ大隊に加わった多数のメンバーの中には、自らをナショナリストと認める者も含まれているが、同大隊の新たな兵士らは、自分たちはファシズムに反対し、過激主義者的な考えには賛同しないと述べたとされた。

### ナショナル・コー（国民軍団）
2016年に設立された、ウクライナの白人至上主義・ネオナチ極右政党。2018年時点での党員数は1万人から1万5000人。党の中心的な支持基盤は、ウクライナ国家親衛隊の傘下にあるネオナチのアゾフ大隊の古参兵と、アゾフ大隊に所属する民間の非政府組織であるアゾフ市民軍団のメンバーである。2018年、国家主義的なヘイトグループであるとアメリカ合衆国国務省によって認定された。2019年に行われた最高議会選挙では0議席となった。

### 社会民族会議（SNA）
2008年にウクライナで設立された、ウルトラナショナリストとネオナチの急進的な組織とグループの集団である。社会民族主義のイデオロギーを共有し、ウクライナに社会民族主義を構築することを理念としている。ウクライナの政治の極右に位置し、「ウクライナの愛国者」を中心に活動している。中心人物にアンドリー・ビレツキーがいる。
2013年11月下旬、社会民族会議と「ウクライナの愛国者」は、右派セクターの形成に繋がった他のいくつかのウクライナの極右グループとの関係を築いた。社会民族会議はまた、全ウクライナ連合「自由」と、ナショナリスト政党「ノヴァ・シラ」のリーダーであるユーリー・ズビトニエフに近いと報告されている。社会民族会議の活動は主にキエフを拠点としている。

### S14（C14）
ウクライナのネオナチ・ナショナリズム組織。青年スポーツ省から資金供与され「愛国教育プロジェクト」を主催しており、そのなかで子供たちの教育訓練キャンプを行っている。アゾフとともに退役軍人省が主催する審議会のメンバーでもある。このC14は米国務省からテロ組織と指定されている極右組織であり、警察と協力してキエフの自警組織もつくっている。なお、このグループの名称の「14」というのはネオナチや白人至上主義者の有名な暗語である。彼らは数々の治安犯罪を犯してきたが、国や地方行政と癒着し、公然と活動してきた。
2018年、ナショナル・コーと並び、国家主義的なヘイトグループであるとアメリカ合衆国国務省によって認定された。